# Shinkyadulan
Shinkyadulan är en ort i Azerbajdzjan.   Den ligger i distriktet Lerik Rayonu, i den södra delen av landet, 210 km sydväst om huvudstaden Baku. Shinkyadulan ligger 798 meter över havet och antalet invånare är 970.
Terrängen runt Shinkyadulan är huvudsakligen kuperad, men åt sydväst är den bergig. Närmaste större samhälle är Lerik, 9,6 km söder om Shinkyadulan. 
Trakten runt Shinkyadulan består till största delen av jordbruksmark. Runt Shinkyadulan är det ganska tätbefolkat, med 60 invånare per kvadratkilometer.